# Mike Noble
Pour les articles homonymes, voir Noble (homonymie).
Pas d'image ? Cliquez ici

a Compétitions nationales et continentales officielles uniquement.

b Matchs officiels uniquement.
Dernière mise à jour le 9 août 2019.
Mike Noble, né le 7 novembre 1978 à Gisborne (Nouvelle-Zélande), est un joueur de rugby à XV néo-zélandais qui évolue au poste de pilier droit (1,80 m pour 121 kg).

## Carrière

### En club
- 1997-2002 : Ngati Poru East Coast (NPC)  Nouvelle-Zélande
- 2000-2001 : Lisbonne (entraîneur joueur)  Portugal[réf. nécessaire]
- 2003-2006 : North Harbour (NPC) et Blues (Super 12)  Nouvelle-Zélande
- 2006-2007 : RC Toulon  France
- 2007 : North Harbour (NPC)  Nouvelle-Zélande
- 2008 : Ngati Poru East Coast (Heartland Championship)  Nouvelle-Zélande

### En équipe nationale
- 3 sélections en équipe de Nouvelle-Zélande Māori
- Équipe de Nouvelle-Zélande -19 ans

## Palmarès
- Quart-de-finaliste de l'Air New Zealand Cup NPC : 2006
- Finaliste de l'Air New Zealand Cup NPC Division 2 : 2001